# 國家公民自由局
國家公民自由局（英語：National Civil Liberties Bureau，NCLB）是一個成立於1917年的美國民權組織，其致力於反對第一次世界大戰，並協助當時良心拒服兵役者。國家公民自由局早期的創始人和領導人有羅傑·鮑德溫、克莉斯托·伊斯特曼、諾曼·湯瑪斯、阿爾伯特·戴西沃、克拉倫斯·丹諾等。不過羅傑·鮑德溫認為國家公民自由局的效率低落，因此希望建立一個更具戰鬥性、主動性的組織。在鮑德溫的領導下，國家公民自由局成員同意解散組織，並以新的名稱和章程進行重組。1920年，這批成員成立美國公民自由聯盟。